# Lijst van Periegopidae
Deze pagina beschrijft alle soorten spinnen uit de familie der Periegopidae.

## Periegops
Periegops Simon, 1893
- Periegops australia Forster, 1995
- Periegops suteri (Urquhart, 1892)